# Nils Fredrik Hjertström
Nils Fredrik Hjertström, född 18 augusti 1805 i Gränna stadsförsamling, Jönköpings län, död 13 september 1887 i Gränna stadsförsamling, Jönköpings län, var en svensk militär, hovrättsnotarie och politiker.

## Biografi
Hjerströmföddes 1805 i Gränna. Han var son till häradshövdingen Carl Gustaf Hjerström och Lovisa Fredrika L'Orange. Hjerström blev 1823 student vid Lunds universitet och 1824 student vid Uppsala universitet. Han avlade hovrättsexamen i Uppsala 1827 och blev fänrik vid Smålands grenadjärkår 1831. Hjertström blev 1839 löjtnant och 1850 kapten vid nämnda regemente. Han blev 1864 major i armén och avled 1887 i Gränna.
Hjertström var riksdagsledamot för borgarståndet i Gränna vid riksdagen 1859–1860, riksdagen 1862–1863, samt för Eksjö stad och Gränna stad riksdagen 1865–1866.
Hjerström gifte sig 1847 med friherrinnan Hilda Dorotea Hedvig Boije af Gennäs.